# Ashley Fiolek
Ashley Fiolek (Dearborn, Míchigan, 22 de octubre de 1990) es una excorredora profesional de motocross estadounidense. En 2008, 2009, 2011, y 2012 ganó el campeonato Motocross de mujeres (WMX) corriendo con platos número 67 y 1.

## Biografía
Fiolek Nació en Dearborn, Míchigan, y ha sido sorda desde su nacimiento. En agosto de 1998, la familia Fiolek se mudó a St. Augustine, Florida para que Ashley pueda asistir a la Escuela de Florida para el Sordo y Ciego, la escuela más grande de este tipo en los Estados Unidos. En la escuela, estudió ballet, corrió, y jugó baloncesto. Cuándo Fiolek acabó octavo grado, sus padres decidieron empezar a enseñarle en su hogar.
Cuando era niña, su familiar a menudo iba a la cabaña de su abuelo en Wolverine, Míchigan, donde paseaba por el bosque por horas. Alrededor de la edad de tres, los padres de Fiolek le dieron una Yamaha PW50, una moto para motociclistas muy jóvenes. Ella manejó este vehículo por varios años, con ruedas de entrenamiento, acompañada por sus padres.
Fiolek empezó a correr a la edad de siete. Ella fue la campeona del WMX Pro Nacional en 2008 después de su primer triunfo profesional en el WMA Pro Nacional Hangtown. Ella también ganó muchas carreras en la temporada 2009, incluyendo Moto 1 en Hangtown y ambos Motos en Glen Helen. Repitió en 2009 el WMX Pro National Champion terminando séptimo en el Steel City Raceway en Delmont, Pensilvania, el 5 de septiembre de 2009. Acabó esta carrera dolorida con una fractura de clavícula debido a una caída durante la carrera. Ganó el WMX Pro Nationals otra vez en 2011. En 2012, chocó y sufrió una concusión y una fractura de coxis. Fue una DNS (No Empezó) en High Point Raceway, Mount Morris, Pensilvania. Después de que casi un mes fuera entre carreras y tiempo para curarse, regresó a correr en RedBud MX en Buchanan, Míchigan, donde comenzó la carrera por su próximo título. Ashley tomó el global en aquella y en las siguientes dos carreras en Washougal, Washington, y Southwick, Massachusetts. Corrió el WMX Pro National Championship en Lake Elsinore, California en 2012.
En 2008, fue la primera corredora mujer de motocross en estar en la tapa de la revista TransWorld Motocross. En 2009, se convirtió en la primera mujer en formar parte del equipo de carrera estadounidense de Honda y estar nominada para un premio ESPY. En septiembre de ese año fue nombrada Persona Sorda del Mes por Deafpeople.com. En 2010 Ashley publicó su autobiografía, Kicking Up Dirt, coescrito con Caroline Ryder. En 2011 Fiolek y su moto estuvieron presentes en un comercial de Red Bull. Fue la sexta atleta patrocinada por Red Bull para aparecer en un anuncio para la bebida energizante. En 2012, estuvo en una publicación de la revista Vogue y presentó una charla TEDx.
En 2010 Fiolek conoció a Noora Moghaddas, una competidora de motocross de Oriente Medio, y las dos mujeres se hicieron cercanas ya que corrían y compartían objetivos similares como mejorar las condiciones para las mujeres y chicas en sus respectivos países. Fiolek dijo, "Noora continúa en su búsqueda para ayudar a que las mujeres iraníes aprenden cómo montar, correr y sean más fuerte. Espero ser parte de esta importante misión con ella, de modo que ambas podamos compartir nuestro amor por el motocross con personas de otros países. Es genial saber que nuestro mundo no es realmente tan grande. Incluso con culturas y lenguas diferentes, todos podemos unirnos y compartir algo sobre lo que estamos apasionados."

### X Games
En 2009, Ashley ganó su primera medalla de oro en los X Games. Esto la convirtió en la primera medallista sorda de los X Games, y la campeona más joven de la asociación de motocross de mujeres. Fiolek ganó su segunda medalla de oro consecutiva de los X Games en Super X Women's el 31 de julio de 2010, en los X Games 16.
En 2011, en los X Games 17, Fiolek chocó durante una práctica y quedó Inconsciente. Los doctores determinaron que era incapaz de competir. En 2012, quedó afuera de los X Games por segundo año consecutivo después de sufrir una concusión en un accidente el 2 junio en el WMX Moto 2 en Lakewood, Colorado.

## Después de WMX
En junio del 2012, Ashley apareció en Conan, siendo la primera persona sorda en aparecer en el programa. En septiembre de ese año, apareció en un episodio de Switched at Birth como Robin Swiller, una corredora de motocross quién desarrolla un interés en el personaje principal, Emmett Bledsoe. Ese mismo mes, dijo en Espn.com: "esta es mi última temporada en la serie exterior pero ciertamente no corriendo! Tendrás que esperar hasta noviembre, lo siento." En 2013, reiteró que dejó WMX.
En 2013, apareció como ella misma en No Ordinary Hero: The SuperDeafy Movie.
En julio del 2014, empezó a trabajar como especialista de cine de motocicleta para el show Marvel Universe Live.